# Lycia atomaria
Lycia atomaria là một loài bướm đêm trong họ Geometridae.